# Copablepharon subflavidens
Copablepharon subflavidens là một loài bướm đêm trong họ Noctuidae.